# Couronne d'Étienne Bocskai
La Couronne d'Étienne Bocskai est une couronne offerte en 1605 par le sultan ottoman Ahmed Ier à Étienne II Bocskai, prince de Hongrie et de Transylvanie. Elle est aujourd'hui exposée au Trésor impérial de Vienne.

## Histoire
Indigné par la politique de Rodolphe II concernant les protestants, Étienne II Bocskai prend la tête d'un mouvement de rébellion pour préserver l'indépendance de la principauté de Transylvanie. Grâce à ses victoires, il est élu voïvode en 1605. La même année, il est élu prince de Hongrie par la Diète hongroise et s'allie avec l'Empire ottoman, alors en guerre avec le Saint-Empire romain germanique.
Ravi de cette allié, le sultan Ahmed Ier le reconnait comme roi de Hongrie et lui envoie son grand vizir, Lala Mehmed Pasha. Le 11 novembre 1605, celui-ci le rencontre près de Pest et lui remet une épée, un sceptre et la couronne, qu'il place sur la tête d'Étienne Bocskai. Sachant qu'un tel couronnement ne plairait pas à la population, et gardant un certain respect pour l'empereur, il accepte habilement ces objets comme des cadeaux et non pas comme des emblèmes de souveraineté.
Après avoir conclu la paix avec Rodolphe, Étienne Bocskai meurt. En 1608, l'archiduc Matthias est élu roi de Hongrie et la Diète lui présente la couronne offerte par les Ottomans, qui sera ramenée à Vienne en 1610. Elle fait aujourd'hui partie des collections de la maison de Habsbourg et est conservée dans le Trésor impérial à la Hofburg.

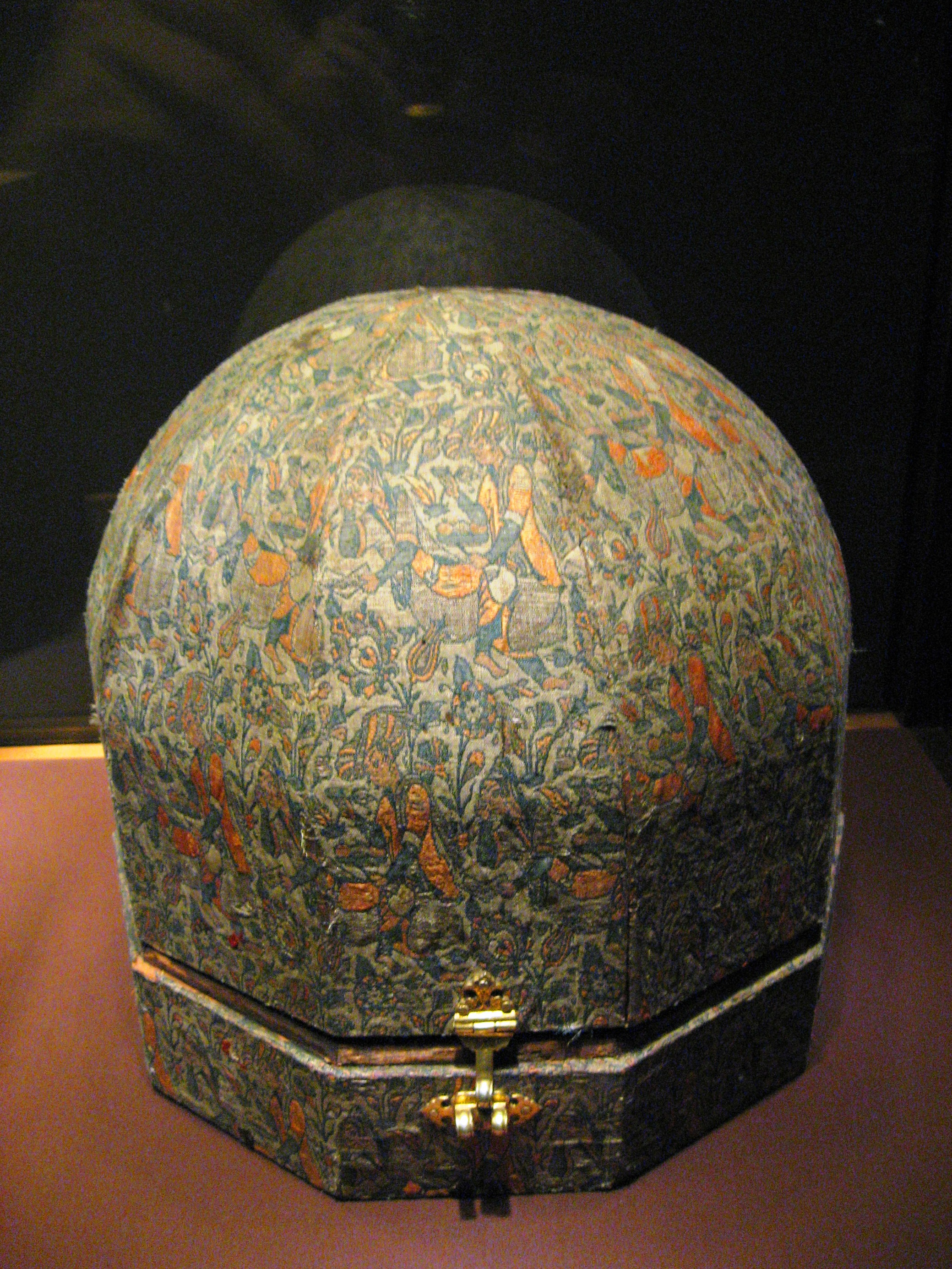
Étui de la couronne

## Description
La couronne, en or, se compose de deux éléments : une tiare décorée de fleur-de-lys, et un dôme. La tiare comporte sur sa face avant une émeraude triangulaire et une discrète croix grecque. Son contour inférieur est recouverte de perles, le contour supérieur d'une alternance d'émeraudes et de rubis, et le reste comporte de multipes spinelles et turquoise. Le dôme est divisée en huit parties par des rangées de perles, et est aussi serti d'un grand nombre de pierres précieuses. Au sommet, une petite couronne est faite de huit feuilles d'or, de perles et d'une grosse émeraude. Le tout mesure environ 23 cm de haut et pèse 1,88 kilogramme. Un étui en brocart d'argent et en soie a également été créé pour cette couronne.
Il n'était pas dans la tradition des sultans ottomans de porter des couronnes. Cet objet est donc probablement inspiré par les kamilavkions de l'Église orthodoxe. 

## Sources
- Texte en hongrois comportant une description précise de la couronne
- Page du Kunsthistorisches Museum de Vienne concernant la couronne